# Marcos Brunet
Marcos Brunet (ur. 6 czerwca 1984) – brazylijski lider uwielbienia, pastor, autor tekstów i piosenkarz muzyki gospel. Słynie z takich utworów jak: Al Que Esta Sentado En El Trono („Ten, który siedzi na tronie”) czy Que se abra el Cielo („Niebo zostanie otwarte”) w którym wystąpił, w Portoryko, razem z Christine D'Clario.
Obecnie mieszka w argentyńskim mieście Kordoba. Jego rodzice są pastorami w Rio de Janeiro.